# Pártira
Pártira, en grec moderne : Πάρτιρα est un village du dème de Minóa Pediáda, en Crète, en Grèce. Selon le recensement de 2001, la population de Pártira compte 404 habitants. Il est situé à une altitude de 390 m et à 39,3 km de Héraklion.